# クリッキタト郡 (ワシントン州)
クリッキタト郡（英: Klickitat County）は、アメリカ合衆国ワシントン州の南部に位置する郡である。2010年国勢調査での人口は20,318人である。郡庁所在地はゴールデンデールであり、郡内では最大の法人化都市である。
郡名はヤカマ・ネーションのクリッキタト族インディアンに因んだものである。

## 歴史

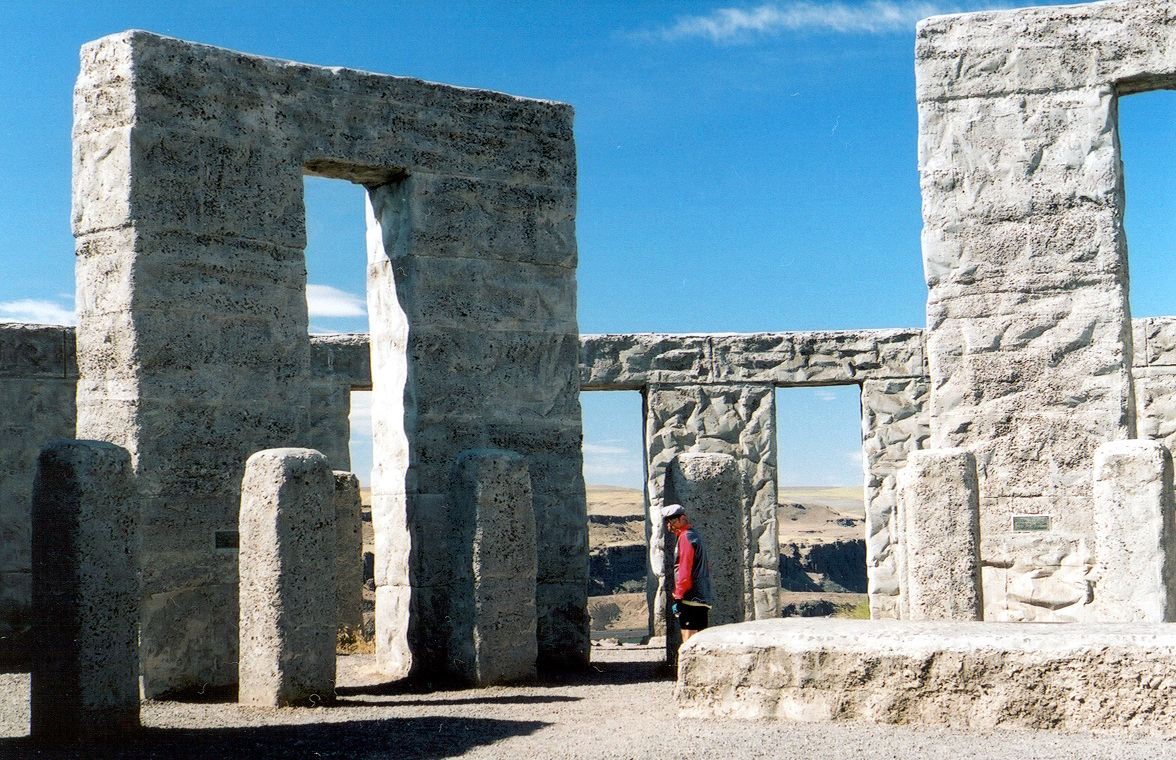
サミュエル・ヒルが建設したストーンヘンジの再建物、メアリーヒル・ストーンヘンジと呼ばれ、第一次世界大戦で戦死した地元出身兵士への記念碑とした

クリッキタト郡は1859年12月20日にワラワラ郡から分離して設立された。この地域の初期開発促進者であるサミュエル・ヒルが良い道路を建設し、第一次世界大戦の戦争記念碑としてストーンヘンジの再建物（メアリーヒル・ストーンヘンジ）や後にメアリーヒル美術館となる邸宅のようなランドマークとなるものを建設した。コロンビア川に架かるサム・ヒル記念橋はサミュエル・ヒルに因む命名である。

## 地理

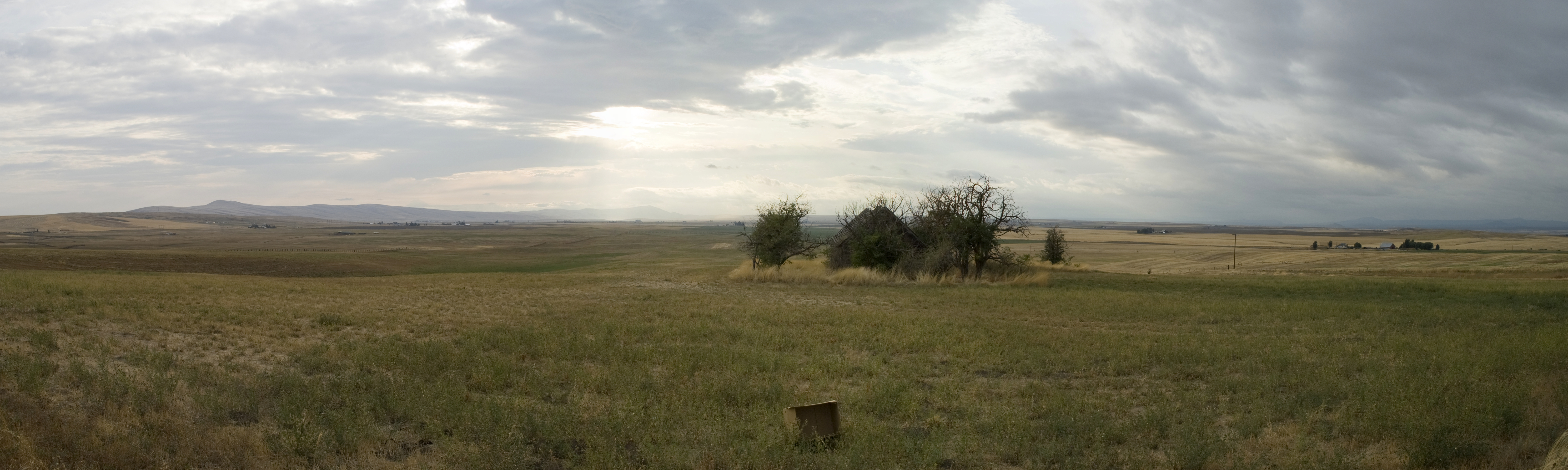
クリッキタト・バレー

アメリカ合衆国国勢調査局に拠れば、郡域全面積は1,904平方マイル (4,931.3km2)であり、このうち陸地は1,872平方マイル (4,848.5 km2)、水域は32平方マイル (82.9 km2)で水域率は1.67%である。

### 特徴的な地形

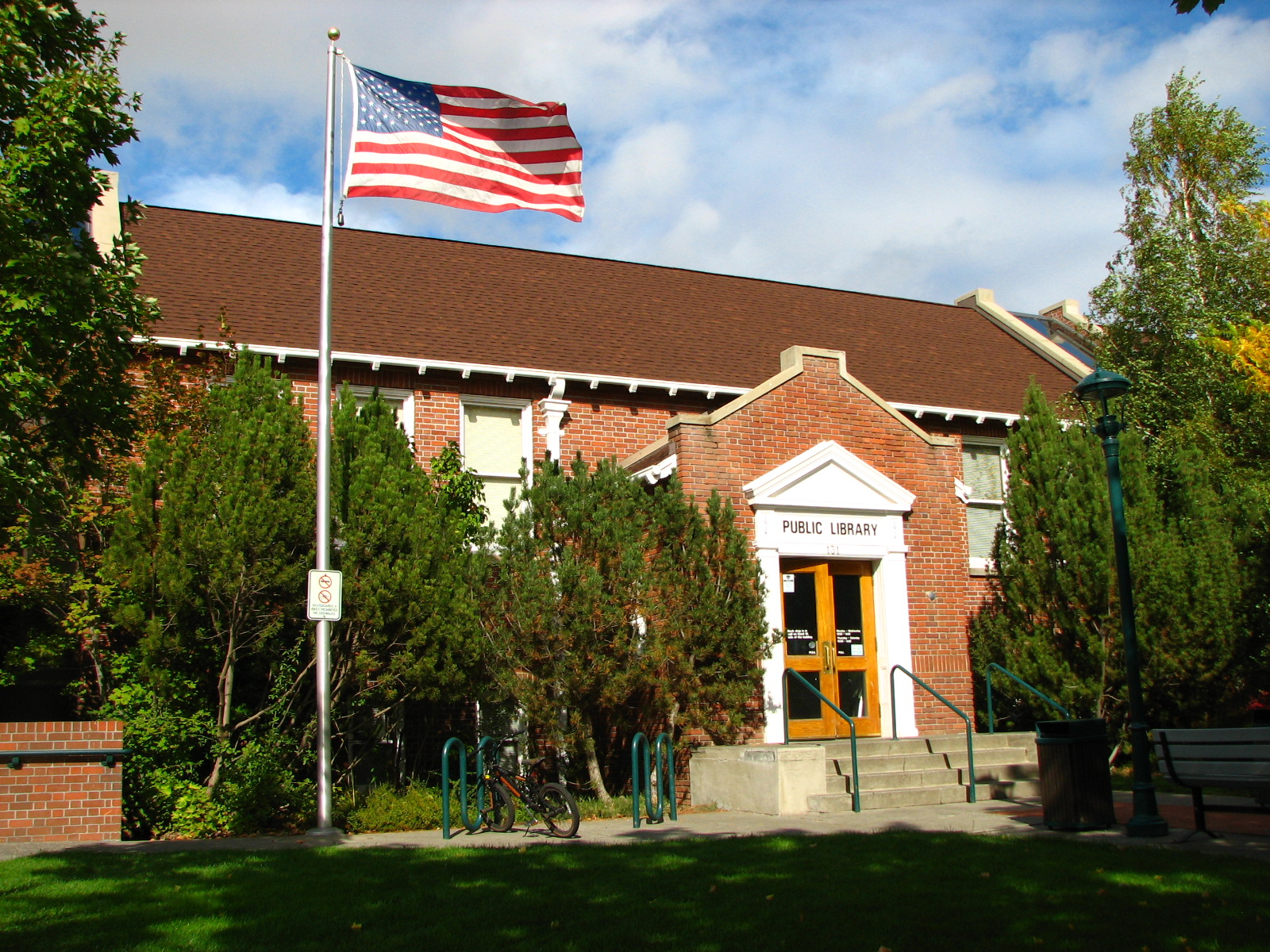
ゴールデンデール公共図書館

- カスケード山脈
- コロンビア川

### 主要高規格道路
- アメリカ国道97号線
- ワシントン州道14号線

### 隣接する郡
- ヤキマ郡 - 北
- ベントン郡 - 北東
- モロー郡 (オレゴン州) - 南東
- ギリアム郡 (オレゴン州) - 南東
- シャーマン郡 (オレゴン州) - 南
- フッドリバー郡 (オレゴン州) - 南西
- ワスコ郡 (オレゴン州) - 南西
- スカマニア郡 - 西

### 国立保護地域
- コンボイ湖国立野生生物保護区
- ギフォード・ピンチョー国立の森（部分）

## 人口動態
以下は2000年の国勢調査による人口統計データである。
| 基礎データ - 人口: 19,161人 - 世帯数: 7,473 世帯 - 家族数: 5,305 家族 - 人口密度: 4人/km2（10人/mi2） - 住居数: 8,633軒 - 住居密度: 2軒/km2（5/mi2） 人種別人口構成 - 白人: 87.56% - アフリカン・アメリカン: 0.27%% - ネイティブ・アメリカン: 3.47% - アジア人: 0.73% - 太平洋諸島系: 0.21% - その他の人種: 5.02% - 混血: 2.75% - ヒスパニック・ラテン系: 7.81% 先祖による構成 - ドイツ系：17.7% - アメリカ人：14.06% - アイルランド系：9.6% 第一言語による構成 - 英語：90.3 - スペイン語：7.8% 年齢別人口構成 - 18歳未満: 27.1% - 18-24歳: 6.5% - 25-44歳: 25.7% - 45-64歳: 27.0% - 65歳以上: 13.8% - 年齢の中央値: 40歳 - 性比（女性100人あたり男性の人口） - 総人口: 99.5 - 18歳以上: 98.8 | 世帯と家族（対世帯数） - 18歳未満の子供がいる: 32.3% - 結婚・同居している夫婦: 57.7% - 未婚・離婚・死別女性が世帯主: 9.1% - 非家族世帯: 29.0% - 単身世帯: 23.8% - 65歳以上の老人1人暮らし: 9.0% - 平均構成人数 - 世帯: 2.54人 - 家族: 2.99人 収入と家計 - 収入の中央値 - 世帯: 34,267米ドル - 家族: 40,414米ドル - 性別 - 男性: 36,067米ドル - 女性: 21,922米ドル - 人口1人あたり収入: 16,502米ドル - 貧困線以下 - 対人口: 17.0% - 対家族数: 12.6% - 18歳未満: 22.5% - 65歳以上: 15.1% |

## 政府と政治
クリッキタト郡はアメリカ合衆国下院議員のワシントン州第4選挙区にあり、投票動向指数は共和党+13である。1995年以降共和党のドク・ヘイスティングスが務めている。州議会では第15選挙区に入っている下院、上院いずれも2011年時点で共和党議員が務めている。
アメリカ合衆国大統領選挙で勝敗の鍵を握る傾向の郡である。1988年、マイケル・デュカキスが49.15%の得票率という接戦で郡を制したが、全国ではジョージ・H・W・ブッシュに敗れた。リチャード・ニクソン（1960年、1968年）、ロナルド・レーガン（1980年、1984年）、ビル・クリントン（1992年、1996年）およびジョージ・W・ブッシュ（2000年、2004年）はそれぞれ2回ずつクリッキタト郡を制した。このうち全国的に敗れたのは1960年のニクソンのみである。2008年の選挙では民主党のバラク・オバマが共和党のジョン・マケインに僅か21票差で勝利した。得票率では48.85%対48.64%だった。

## 都市
- ビンゲン
- ゴールデンデール
- ホワイトサーモン

## 統計調査指定地域
- ビックルトン
- センタービル
- ダレスポート
- クリッキタト
- ライル
- メアリーヒル
- ルーズベルト
- トラウトレイク
- ウィッシュラム

## その他の町
- クリーブランド